# Lars Wanhammar
Lars Wanhammar (* 19. August 1944 in Vansbro, Schweden) ist Professor emeritus an der Universität Linköping. Seit 1981 beschäftigte er sich mit dem Themengebiet der digitalen Signalverarbeitung (DSP).

## Leben und Werk
Wanhammar studierte an der Universität Linköping, wo er 1970 einen Master, 1980 einen Ingenieur und 1981 promovierte.

## Schriften (Auswahl)

### Thesen
- An Approach to LSI implementation of wave digital filters, Doctor thesis, 200 pages, 1981. OCLC 256049497.

### Bücher
- mit Saramäki, Tapio: Digital Filters Using MATLAB. Springer, 2020. 798 pages. OCLC 1142515423.[1]
- Analog Filters using MATLAB. Springer, 2009.[2]
- DSP Integrated Circuits. Academic Press, 1999.[3]